# Contexto (jornal)
Contexto é um jornal brasileiro de circulação semanal (sábado) na cidade de Carlos Barbosa e Região Serrana do Rio Grande do Sul. Fundado em 01 de janeiro de 1987, por Agostinho Facchini, é o principal veículo de comunicação do município de Carlos Barbosa, com mais de 3 mil assinantes.
O jornal é associado à Adjori/RS (Associação de Jornais do Interior do Rio Grande do Sul) e possui sua marca registrada no INPI.
Em dezembro de 2006, a Câmara de Vereadores de Carlos Barbosa prestou homenagem aos 20 anos do jornal e a sua relevância no município. Na ocasião, o Prefeito Irani Chies juntamente com o Presidente da Câmara de Vereadores Miguel Stalisnososki entregou uma placa comemorativa ao Diretor Editor do Jornal Contexto Agostinho Facchini.